# Распределяющая шляпа
| Оригинал    | Росмэн               | Народные переводы   | Мария Спивак       | Бялко—Левитова |
| ----------- | -------------------- | ------------------- | ------------------ | -------------- |
| Sorting Hat | Распределяющая шляпа | Сортировочная шляпа | Шляпа-сортировщица | Шляпа выбора   |

Распределяющая шляпа — шляпа, сорванная со своей головы Годриком Гриффиндором при основании школы чародейства и волшебства «Хогвартс».

## Описание
Эта шляпа, по замыслу основателей, должна распределять учеников по 4 факультетам в соответствии с их способностями и склонностями.
Распределение происходит в самом начале учебного года, после прибытия студентов в Хогвартс. В Большом Зале Хогвартса первокурсников вызывают по алфавиту, каждый из них усаживается на табуретку, и на него надевают Шляпу. Она принимает решение и громко произносит название факультета: в Гриффиндор принимают героев и воинов; в Слизерин политиков; в Когтевран интеллектуалов; в Пуффендуй работяг.
Шляпа может телепатически общаться с тем, на кого она надета, а также говорить вслух. При распределении она учитывает мнение школьника: например, Гарри Поттеру предлагала отправить его на Слизерин, но он отказался.
Перед распределением шляпа поет песню об истории основания «Хогвартса» (каждый раз новую), но однажды она предостерегла учеников об опасности (Гарри Поттер и Орден Феникса).
В остальное время шляпа находится в кабинете директора, поэтому она обычно в курсе многих событий, происходящих в волшебном мире.

## В книгах
Во второй части эпопеи она спасла Гарри Поттеру жизнь (он вынул из нее меч Годрика Гриффиндора).
В книге Гарри Поттер и Дары Смерти Невилл снова достаёт меч Годрика Гриффиндора из говорящей шляпы и убивает им Нагайну, змею Волан-де-Морта.
В книге Гарри Поттер и Дары Смерти Волан-де-Морт сжёг распределяющую шляпу для того, чтобы в Хогвартсе был всего лишь один факультет — факультет Салазара Слизерина. По-видимому, позже шляпа была восстановлена, так как в главе «19 лет спустя» дети Гарри Поттера спорили о том, на какой факультет их распределит Распределяющая шляпа.